# Wilcza Łapa (Wilno)
Wilcza Łapa (lit. Vilkpėdės seniūnija, Vilkpėdės) – lewobrzeżna dzielnica administracyjna Wilna.
Jej północną i zachodnia granicę stanowi Wilia. Od wschodu sąsiaduje z dzielnicą Nowe Miasto, a do południa z dzielnicami Nowy Świat i Ponary.
Dzielnica obejmuje tereny, które przed wojną stanowiły peryferie Wilna oraz wsie:
- Ponary Dolne;
- Ponary Górne;
- Jankowszczyzna;
- Rowiańce;
- folwark Zakret.

Obecnie nazywane są one po litewsku: Žemieji Paneriai, Jankiškės i Riovonys. Na terenie przedwojennego Zakretu znajduje się park (Vingio parkas) i stadion (Vingio stadionas).
Dzielnica położona jest na wzniesieniach, tzw. Górach Ponarskich opadających ku Wilii, dawniej pokrytych lasami, z których pozostały nieliczne fragmenty wzdłuż linii kolejowej i jako park Vingio.
Nazwę Wilczej Łapy (Vilkpėdės gatvė) nosi również ulica będąca przedłużeniem zbiegających się ulic: Nowogródzkiej (Naugarduko gatvė) i Ponarskiej (Panerių gatvė). Przebiega ona koło szpitala i dochodzi do Savanorių prospektas (przedwojenna ul. Legionów).

## Historia
W latach 30. XX wieku Wilcza Łapa leżała na peryferiach miasta. Charakteryzowała się głównie niską, drewnianą zabudową z framugami okien pomalowanymi na biało oraz wykończonymi ozdobną stolarką. Występowały tam także domy na wyższych fundamentach, z dużymi weneckimi oknami i werandami oraz budynki murowane, tynkowane na biało, jedno- lub dwupiętrowe.
Na terenie Wilczej Łapy znajdowały się:
- olejarnia, która spłonęła 22 maja 1932 r. (później została odbudowana);
- fabryka tytoniu, gdzie we wrześniu 1939 r. powstała Rada Robotnicza, przychylnie witająca władze radzieckie;
- rzeźnia na rogu ul. Dobrej Rady (obecnie Gerosios Vilties gatvė), Nowogródzkiej (Naugarduko gatvė) i Ponarskiej (Panerių gatvė);
- kolejowa stacja towarowa (przy ul. Ponarskiej), a dalej skład materiałów budowlanych, za którym była żwirownia;
- skład paliw płynnych „Polmin” (przy ul. Ponarskiej);
- skład paliw płynnych „Karpaty” (przy ul. Kurlandzkiej, ob Zietelos gatvė).

Przy ul. Kurlandziej w barakach po niemieckim polowym szpitalu z czasów I wojny światowej, mieściła się do 1933 r. szkoła powszechna nr 26 im. Władysława Syrokomli. W 1933 r. szkołę przeniesiono do budynku położonego przy ul. Piłsudskiego, a w 1934 r. do gmachu po byłym gimnazjum im. Czackiego (ul. Wiwulskiego).
Przy ul. Dobrej Rady mieścił się Zakład Wychowawczy dla chłopców. Prowadzili go ojcowie Salezjanie. Założycielem placówki był ks. Karol Lubianiec, którego celem było zorganizowanie instytucji mającej opiekować się sierotami. Około 1905 r. otrzymał pozwolenie od władz carskich na budowę zakładu. Fundusze na jej powstanie zgromadził z datków od okolicznej ludności. Chłopcy, w głównej mierze sieroty, uczyli się tam zawodu cieśli, stolarza lub ślusarza. Niedaleko zakładu, na górce znajdował się neogotycki kościół pw. Opatrzności Bożej.
Od strony południowej przecinał dzielnicę szlak kolejowy Wilno – Warszawa. Za Szpitalem Kolejowym (obecnie Vilkpėdės ligoninė), w dole rozciągała się prochownia.
W Wilczej Łapie zlokalizowane były także składy z amunicją, m.in. w Lesie Burbiskim (obecnie Burbiškių parkas), które zostały wysadzone przez Sowietów w 1941 r.
Na kilka lat przed wojną rozpoczęła się tam budowa stadionu sportowego. Wyrównano teren i ułożono bieżnię, jednak obiektu nie ukończono. Po wybuchu wojny Niemcy rozkopali teren i ułożyli tory (tzw. trójkąt na wypadek zbombardowania parowozowni – obrotnica dla lokomotyw).
Jednym z największych obiektów znajdujących się na terenie Wilczej Łapy był Szpital Kolejowy (obecnie Vilkpėdės ligoninė), który został zniszczony 29 czerwca 1944 r., podczas bombardowania. Sowieci zbombardowali dzielnicę ponieważ jedna z jej ulic (ul. Legionów – obecnie Savanorių prospektas) była główną trasą wycofywania się wojsk niemieckich z Wilna.